# Hope Pym
Hope Pym é uma personagem fictícia que aparece nos quadrinhos americanos publicados pela Marvel Comics. Filha de Hank Pym e Janet van Dyne no universo MC2, ela é descrita pela primeira vez como a super-vilã Red Queen.
Evangeline Lilly interpreta uma versão da personagem, no Universo Cinematográfico Marvel, no filme Homem-Formiga (2015) e como a super-heroína Vespa nos filmes Homem-Formiga e a Vespa (2018) e Vingadores: Ultimato (2019).

## Biografia
Após a morte de seus pais, Hope Pym e seu irmão gêmeo, Big Man (Henry Pym, Jr.), ficaram indignados quando as pessoas começaram a se referir a A-Next como a "próxima geração" dos Vingadores. Usando a fortuna dos pais, os gêmeos juntaram a equipe de super vilões, Os Revengers, e ganharam acesso à Mansão dos Vingadores, através dos códigos de segurança dos pais. Quando eles emboscaram A-Next, Hope tortura Cassandra Lang, sentindo que ela é a herdeira legítima dos Vingadores. Hope foi interrompida quando Henry Jr. a impediu de iniciar a sequência de autodestruição da mansão, que teria matado tanto A-Next quanto os Revengers.

## Habilidades
- Manipulação de dimensões
- Voo através de asas de vespas
- Explosões de energia bioelétrica
- garras extensíveis nas suas luvas
- Combatente habilidoso mão-a-mão
- Seu Uniforme diminui seu tamanho

## Outras Mídias

### Televisão
- Hope van Dyne aparece em Vingadores Unidos, com a voz de Kari Wahlgren.[4][5]
- Hope van Dyne aparece na série Homem-Formiga do Disney XD, com a voz de Melissa Rauch.[6]

### Cinema
- Evangeline Lilly interpreta Hope van Dyne / Vespa no Universo Cinematográfico Marvel,[7][8] com Madeleine McGraw retratando a personagem criança em flashbacks retratados em Homem-Formiga e a Vespa.[9]
  - Hope apareceu pela primeira vez no filme Homem-Formiga (2015). Ela é filha de Hank Pym e Janet van Dyne, que trabalharam para S.H.I.E.L.D. como o Homem-Formiga e a Vespa, respectivamente. Quando Hope tinha sete anos, Janet aparentemente morreu no Reino Quântico durante uma missão, o que resultou no distanciamento de Hank de sua filha e tensão no relacionamento deles. Hope acabou conquistando um cargo no conselho da empresa de seu pai, a Pym Technologies, e o eliminou. Algum tempo depois, o novo chefe da empresa, Darren Cross, revelou que estava fazendo um progresso significativo na recriação das partículas Pym de Hank. Preocupada com as potenciais aplicações militares da tecnologia, Hope relutantemente se alia a seu pai para deter Cross, com a ideia de que ela usaria seu traje de Homem-Formiga, porém Hank resolve recrutar o ex-ladrão Scott Lang para assumir seu manto. Embora inicialmente tenha ficado ressentida com Scott, aos poucos ela o aceita e acaba entrando em um relacionamento com ele antes de se reconciliar com o pai. Depois de derrotar Cross, Hank revela para Hope um protótipo avançado do traje da Vespa no qual ele e Janet estavam trabalhando e sugere que eles o terminem juntos.
  - Hope aparece em seguida na sequência Homem-Formiga e a Vespa (2018), na qual ela adotou a identidade de Vespa. Como resultado da violação de Scott dos Acordos de Sokovia durante os eventos de Capitão América: Guerra Civil (2016), ela e Hank estiveram fugindo por dois anos, enquanto tentavam criar uma ponte para o Reino Quântico para resgatar Janet, após descobrir que Scott ficou quanticamente emaranhado com ela, após sua luta com Darren Cross. Ao longo da missão, Hope e Scott se aproximam, apesar do que ele fez, e trabalham juntos para lutar contra inimigos como Sonny Burch e Fantasma. Na cena no meio dos créditos do filme, Hope, Hank e Janet são desintegrados como resultado das ações de Thanos em Vingadores: Guerra Infinita (2018).
  - Hope retorna em Vingadores: Ultimato (2019),[10] tendo sido ressuscitada, cinco anos depois, por Bruce Banner, quando ele usou as jóias do infinito para desfazer as ações de Thanos. Mais tarde, ela se junta aos Vingadores na batalha final contra Thanos, vai ao funeral de Tony Stark e se reúne com Scott e sua filha Cassie.

### Video Games
- Aparece no formato DLC no jogo Lego Marvel Avengers na sua versão do MCU.[11][12]
- Aparece na versão do MCU em Marvel: Contest of Champions, Marvel: Future Fight, Marvel Strike Force, Marvel Puzzle Quest e Marvel Avengers Academy